# Xavier Bertrand
Xavier Bertrand (Châlons-sur-Marne, 21 marzo 1965) è un politico francese, deputato, presidente della regione dell'Alta Francia a seguito delle elezioni del 2015 e sindaco di San Quintino dal 2010 al 2016.
All'inizio della sua carriera, Bertrand è stato ministro della Salute dal 2005 al 2007 nel governo di Dominique de Villepin sotto il presidente Jacques Chirac, poi è stato ministro del Lavoro, degli Affari sociali e della solidarietà dal 2007 al 2009 e ministro del Lavoro, dell'Occupazione e della Salute dal 2010 al 2012. Ha avuto un ruolo di primo piano nella campagna presidenziale di Nicolas Sarkozy nel 2007. È stato membro dell'Unione per un Movimento Popolare - poi I Repubblicani - fino all'11 dicembre 2017, quando ha dichiarato che avrebbe "definitivamente lasciato" il partito dopo l'elezione quale leader di Laurent Wauquiez. 
Nel marzo 2021, Bertrand ha annunciato la sua candidatura alle elezioni presidenziali francesi del 2022.

## Biografia
Xavier Bertrand è nato nl 1965 a Châlons-sur-Marne, nel dipartimento della Marna. È figlio di Jean-Pierre Bertrand, dirigente bancario presso Société Générale Asset Management, e Madeleine Bedin, dipendente di una banca.
Ha studiato presso l'unità di formazione e ricerca di diritto e scienze politiche dell'Università di Reims, dove ha conseguito un master in diritto pubblico, poi un diploma di studi superiori specializzati (DESS) in amministrazione locale. Ha poi lavorato come agente assicurativo.

## Vita privata
Xavier Bertrand sposò per la prima volta Isabelle Dubois, dalla quale ebbe una figlia. Divorziato, si è risposato nel 1998 con Emmanuelle Gontier, consulente per le risorse umane, da cui ha avuto due gemelli. Ha divorziato di nuovo nel 2014 e poi si è trasferito con Vanessa Williot, allora consigliera comunale dell'opposizione a Saint-Amand-les-Eaux. Con quest'ultima, che ha sposato nel 2018, ha un figlio.

## Massoneria
Xavier Bertrand è massone, iniziato l'11 marzo 1995 nella Loggia "Les Fils d’Isis" di Tergnier, membro del Grande Oriente di Francia dal 1995. Tra il 2004 e il 2012, durante la sua permanenza nei governi di Jean-Pierre Raffarin e di François Fillon, afferma aver partecipato solamente a due riunioni come conferenziere, a causa di un'incompatibilità con le sue funzioni governative. Nel 2012 dà le dimissioni dalla sua loggia e dal Grande Oriente di Francia.